# Nephus ornatus
Nephus ornatus är en skalbaggsart som först beskrevs av Leconte 1850.  Nephus ornatus ingår i släktet Nephus och familjen nyckelpigor.

## Underarter
Arten delas in i följande underarter:
- N. o. ornatus
- N. o. naviculatus